# Wurundjeri

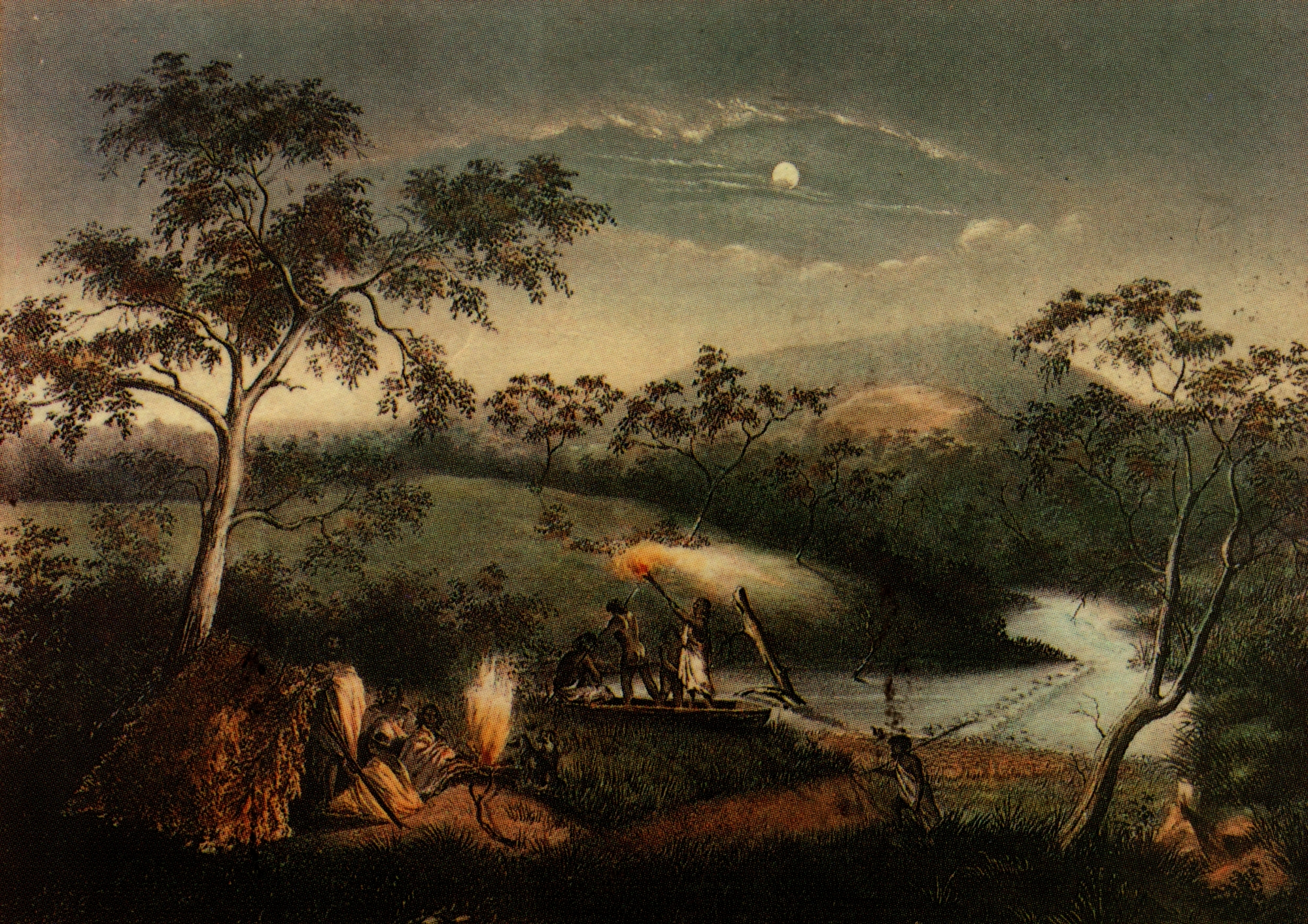
Aboriginals op Merri Creek, 1865, door Charles Troedel

De Wurundjeri of Koorie is een volk in Zuidoost-Australië. Een deel van de Wurundjeri's leven op de vlakte van de Yarra, daar waar nu Melbourne ligt.
De inheemse bevolking werd in de eerste decennia na de komst van de kolonisten door allerlei ziekten gedecimeerd. De overlevenden moesten toezien hoe hun jachtgebied werd ontbost en ontgonnen en hoe plekken van groot cultureel belang werden vernietigd. Na tien jaar waren er nog slechts drie- tot vierhonderd Aboriginals over, die al gauw volkomen afhankelijk waren van de kolonisten.
Over hun religieuze ideeën en geestelijk leven is erg weinig bekend, behalve dat de clanleden waren verdeeld over twee groepen, die huwelijkspartners uitwisselden. De ene groep werd Arend genoemd, de andere Kraai. De Wurundjeri's maakten ook deel uit van een clanverbond, het zogeheten Kulin, maar tegenwoordig is het sociale leven gebaseerd op de grootfamilie. De Wurundjeri's voelen zich nog altijd geestelijk en cultureel verbonden met hun land. Ze zien zichzelf als hoeders van dit gebied, dat geschapen werd door het Dreamtimewezen Bunjil.
Om de situatie van Aboriginals in stedelijke gebieden te verbeteren, werd de Indigenous Land Council opgericht. Deze heeft er mede voor gezorgd dat de Wurundjeri's de oude missiepost Coranderrk konden kopen, met de bijbehorende tachtig hectare grond. Toch is dit slechts een zeer klein deel van hun oorspronkelijke grondgebied. Ook hebben ze een historische wandelroute uitgezet in Melbourne, evenals een 'bush food trail', om de bevolking bewust te maken van de geschiedenis van het gebied en de betekenis daarvan voor de Wurundjeri's. De binnenstad van Melbourne is gebouwd op een aantal begraafplaatsen, foerageergebieden, ceremoniële en heilige plaatsen, en voormalige kampementen van de Aboriginals. Bordjes langs de wandelroute beschrijven hoe zij leefden.